# Ziarul poporului
Ziarul poporului (în chineză simplificată: 人民日报; chineză tradițională: 人民日報; pinyin: Rénmín Rìbào) este cel mai mare grup de ziare din China. Este un ziar oficial al Comitetului Central al Partidului Comunist Chinez, publicat la nivel mondial cu un tiraj de 3 milioane. Pe lângă ediția sa principală în limba chineză, are ediții în engleză, spaniolă, japoneză, franceză, rusă, portugheză, arabă, tibetană, kazahă, uigură, zhuang, mongolă și alte limbi minoritare din China. Ziarul oferă informații directe despre politicile și punctele de vedere ale Partidului Comunist Chinez.
Peste o mie de jurnaliști lucrează în 70 de birouri de corespondență din diferite țări și regiuni ale lumii. 
Conducerea țării și a Partidului Comunist Chinez acordă o mare atenție și oferă un mare sprijin Ziarului poporului.

## Istorie
La 15 iunie 1948, Ziarul poporului a fost înființat de Biroul Comitetului Central al Partidului Comunist Chinez din China de Nord, în Pingshan, Hebei. În 1949, sediul a fost mutat la Beijing. Mao Zedong i-a scris titlul cu propria sa scriere de mână la 1 august 1949 (în ajunul formării Republicii Populare Chineze). Comitetul Central al Partidului Comunist Chinez a decis să îl facă ziar oficial.
Deng Tuo și Wu Lengxi au fost redactorii principali din 1948 până în 1958 și respectiv din 1958 până în 1966, dar ziarul a fost de fapt sub controlul secretarului personal al lui Mao, Hu Qiaomu.

## Lista directorilor
- Zhang Panshi (张磐石)
- Hu Qiaomu (胡乔木)
- Fan Changjiang (范长江)
- Deng Tuo (邓拓)
- Wu Lengxi (吴冷西)
- Chen Boda (陈伯达)
- Hu Jiwei (胡绩伟)
- Qin Chuan (秦川)
- Qian Liren (钱李仁)
- Gao Di (高狄)
- Shao Huaze (邵华泽)
- Bai Keming (白克明)
- Xu Zhongtian (许中田)
- Wang Chen (王晨)
- Zhang Yannong (张研农)
- Yang Zhengwu (杨振武)
- Li Baoshan (李宝善)
- Tuo Zhen (庹震)

## Legături externe
- zh  Site-ul oficial al ziarului
- en  Site-ul oficial al ziarului